# Andrew Hao Jinli
Andrew Hao Jinli (chiń. 郝進禮; pinyin Hǎo Jìnlǐ; ur. 30 listopada 1916, zm. 9 marca 2011) – chiński duchowny katolicki, biskup Xiwanzi, więzień za wiarę.

## Biografia
Urodził się w katolickiej rodzinie. Dwaj jego bracia także zostali kapłanami. W 1943 otrzymał święcenia prezbiteriatu. W 1958 został aresztowany i skazany na 10 lat więzienia za sprzeciw wobec tworzenia Patriotycznego Stowarzyszenia Katolików Chińskich. Następnie wysłany do obozu pracy przymusowej. Po latach więzienia, tortur i obozów został zwolniony w 1981. Po odzyskaniu wolności powrócił do pracy duszpasterskiej.
14 września 1984 potajemnie przyjął sakrę biskupią z rąk biskupa Xiwanzi Melchiora Zhanga Kexinga i został jego koadiutorem. Jego sakry nigdy nie uznał rząd w Pekinie. 6 listopada 1988, gdy bp Zhang zmarł, został ordynariuszem diecezji Xiwanzi. Od tego czasu pozostawał pod rządową inwigilacją. Reżimowe służby m.in. założyły na jego domu monitoring w celu kontrolowania ograniczonych odwiedzin. Faktycznie służył jako wiejski kapłan, gdyż władze nie pozwalały mu zarządzać diecezją.
Pod koniec życia posługę utrudniały mu cukrzyca i głuchota. Miesiąc przed śmiercią policja nie pozwoliła wysłać schorowanego, 94-letniego biskupa do szpitala. Zmarł 9 marca 2011. Policja po jego śmierci zamknęła drogi prowadzące do wsi, w której pracował i umarł, aby katolicy nie mogli przybyć na jego pogrzeb.